# Friedrich Rauch (Politiker)

Friedrich Rauch

Friedrich Rauch (* 18. November 1859 in Limmer; † 6. Februar 1948 in Hannover) war ein deutscher Politiker (SPD) und Journalist.

## Leben
Nach dem Besuch der Volksschule in Limmer arbeitete Rauch von April 1874 bis Herbst 1890 in einer Fabrik. Ab 1876 besuchte Rauch Unterrichtskurse im Arbeiterverein Hannover. Von 1882 bis 1884 betrieb Rauch das Selbststudium der deutschen Sprache. 1890 trat er in die Redaktion der sozialdemokratischen Zeitung Volkswille ein, für die er zunächst als Lokal- und Provinzialredakteur tätig war. Am 1. Januar 1894 übernahm er die Redaktion des politischen Teils der Zeitung, was ihm 1895 eine längere Freiheitsstrafe wegen Majestätsbeleidigung und Beleidigung des Berliner Ersten Staatsanwalts einbrachte. 
Von 1912 bis zum Zusammenbruch des Kaiserreiches im November 1918 saß Rauch als Abgeordneter der SPD für den Wahlkreis Hannover 10 (Hannover, Hildesheim-Marienburg-Gronau-Alfeld) im Reichstag des Kaiserreiches.
Von Januar 1919 bis Juni 1920 gehörte Rauch der Weimarer Nationalversammlung als Abgeordneter für den Wahlkreis 16 (Regierungsbezirk Hannover, Hildesheim und Braunschweig) an.
Rauch war ferner Mitglied des Gemeindeausschusses und des Schulvorstandes seiner Heimat und Mitglied des Schiedsgericht für Unfallversicherungssachen für die Berufsgenossenschaft der Chemischen Industrie, Sektion III (Hamburg).